# Leichtathletik-Weltmeisterschaften 2022/3000 m Hindernis der Männer

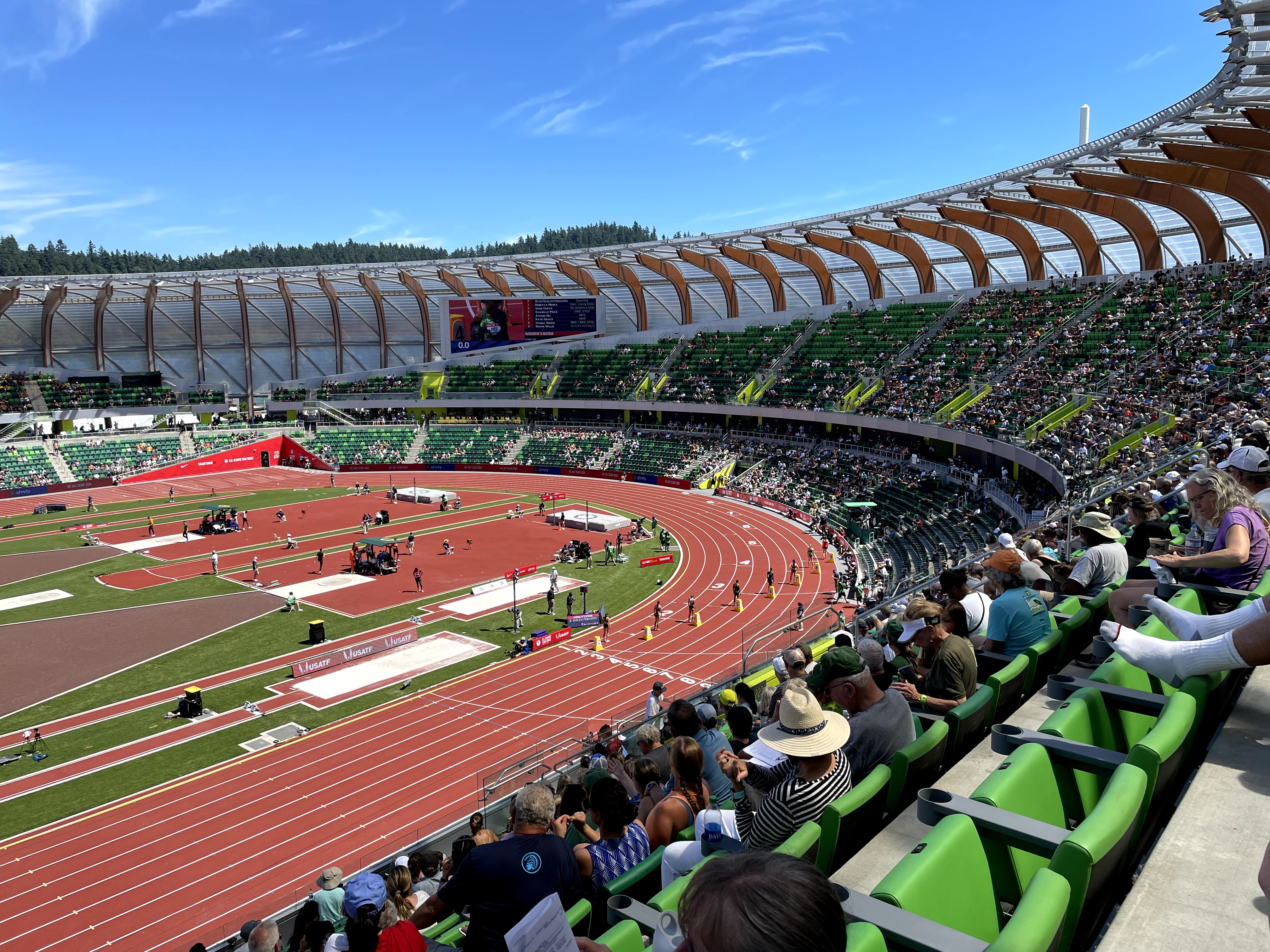
Das Stadion New Hayward Field im Jahr 2021

Der 3000-Meter-Hindernislauf der Männer bei den Leichtathletik-Weltmeisterschaften 2022 wurde am 15. und 18. Juli 2022 im Hayward Field der Stadt Eugene in den Vereinigten Staaten ausgetragen.
Die Medaillen gingen an dieselben Läufer wie bei den vorangegangenen Weltmeisterschaften, nur die Reihenfolge war eine andere. Weltmeister wurde der 2019 drittplatzierte Marokkaner Soufiane el-Bakkali. Silber gewann wie vor zwei Jahren der Äthiopier Lamecha Girma. Bronze errang der kenianische Titelverteidiger Conseslus Kipruto.

## Rekorde
| Weltrekord | Saif Saaeed Shaheen | 7:53,63 min | Memorial Van Damme, Brüssel, Belgien | 3. September 2004 |
| WM-Rekord  | Ezekiel Kemboi      | 8:00,43 min | WM in Berlin, Deutschland            | 18. August 2009   |

Sämtliche Rennen waren auf ein schnelles Finish mit taktischem Verhalten ausgerichtet. So wurde der bestehende WM-Rekord auch bei diesen Weltmeisterschaften nicht erreicht. Die schnellste Zeit lief der spätere Weltmeister Soufiane el-Bakkali aus Marokko mit 8:16,65 min im ersten Vorlauf. Damit blieb er 16,22 s über dem Rekord. Zum Weltrekord fehlten ihm 23,02 s.

## Vorrunde
15. Juli 2022, 17:15 Uhr
Die Vorrunde wurde in drei Läufen durchgeführt. Die ersten drei Athleten pro Lauf – hellblau unterlegt – sowie die darüber hinaus sechs zeitschnellsten Läufer – hellgrün unterlegt – qualifizierten sich für das Finale.

### Vorlauf 1

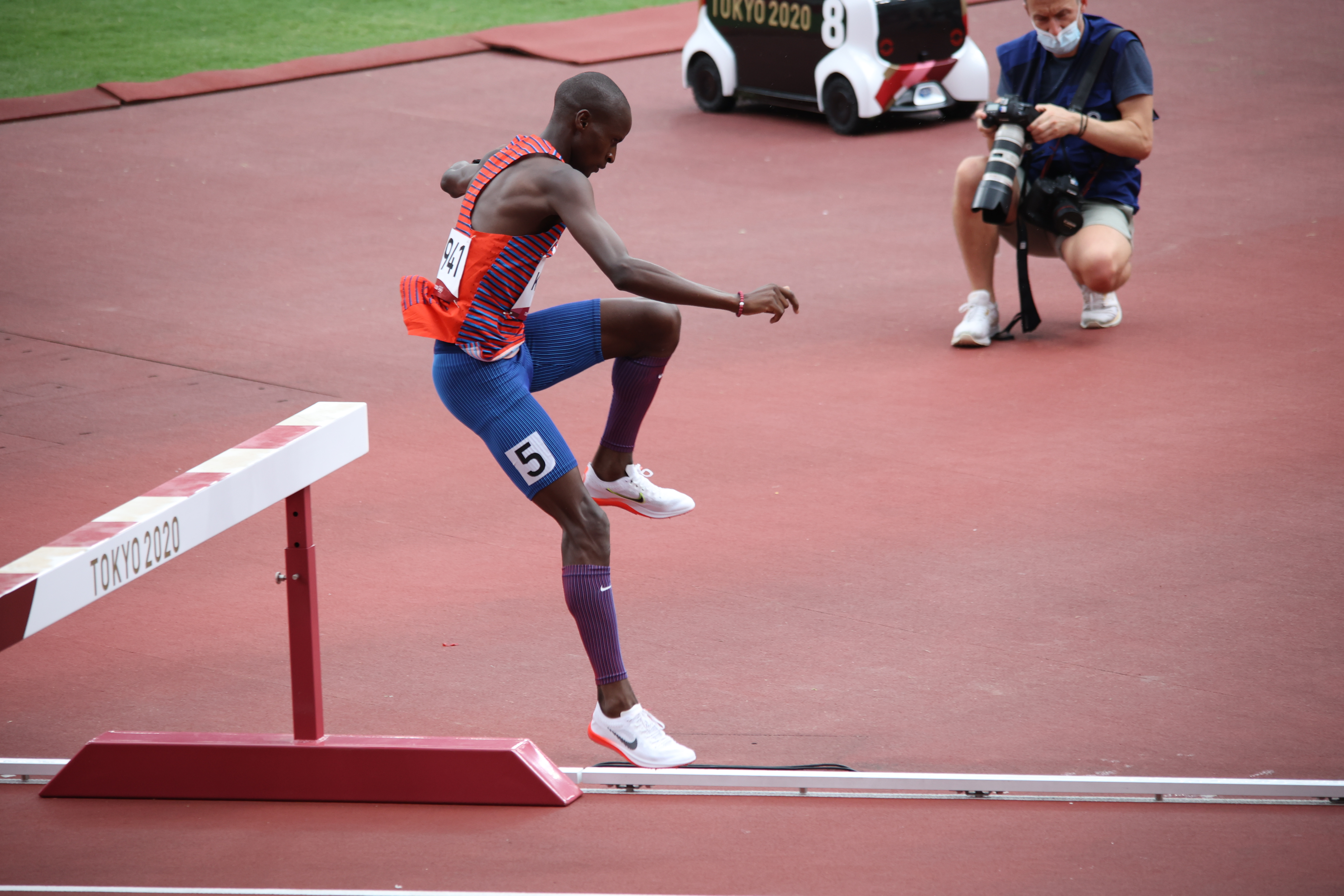
Benard Keter – ausgeschieden als Siebter des ersten Vorlaufs
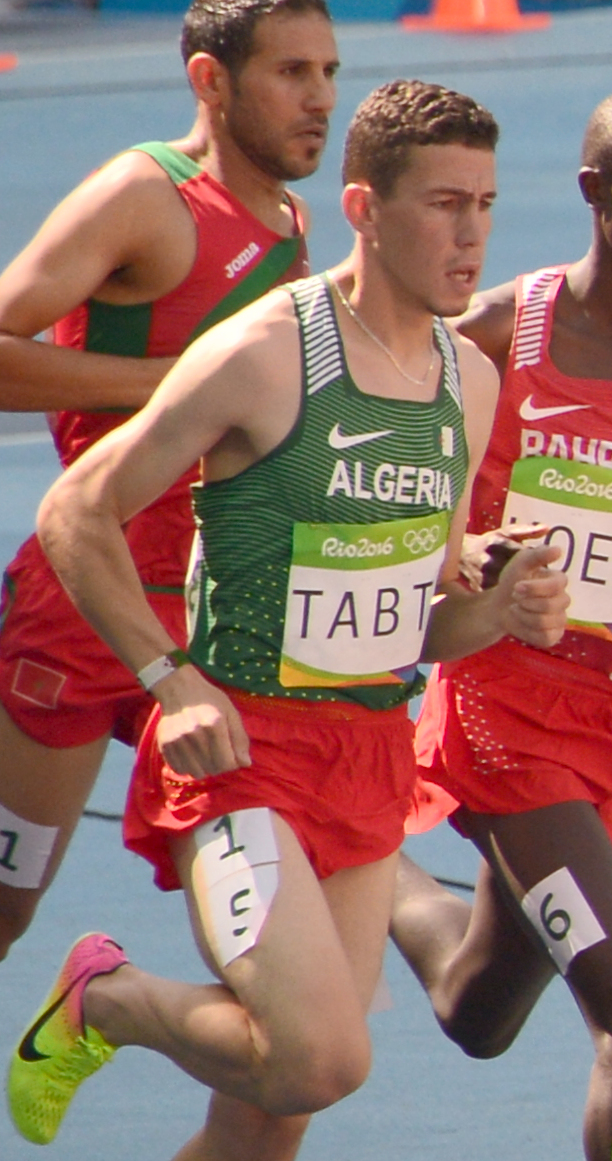
Bilal Tabti – ausgeschieden als Elfter des ersten Vorlaufs

15. Juli 2022, 17:15 Uhr Ortszeit (16. Juli 2022, 2:15 Uhr MESZ)
| Platz | Name                  | Nation      | Zeit (min) |
| ----- | --------------------- | ----------- | ---------- |
| 1     | Soufiane el-Bakkali   | Marokko     | 8:16,65    |
| 2     | Leonard Kipkemoi Bett | Kenia       | 8:16,94    |
| 3     | Abraham Kibiwot       | Kenia       | 8:17,04    |
| 4     | Getnet Wale           | Äthiopien   | 8:17,49    |
| 5     | Sebastián Martos      | Spanien     | 8:18,94    |
| 6     | Ahmed Abdelwahed      | Italien     | 8:21,04    |
| 7     | Benard Keter          | USA         | 8:21,94    |
| 8     | John Gay              | Kanada      | 8:27,02    |
| 9     | Ben Buckingham        | Australien  | 8:29,15    |
| 10    | Kōsei Yamaguchi       | Japan       | 8:30,92    |
| 11    | Bilal Tabti           | Algerien    | 8:38,45    |
| 12    | Frederik Ruppert      | Deutschland | 8:45,55    |
| 13    | Tim Van de Velde      | Belgien     | 9:03,11    |

### Vorlauf 2
15. Juli 2022, 17:29 Uhr Ortszeit (16. Juli 2022, 2:29 Uhr MESZ)
| Platz | Name                   | Nation     | Zeit (min) |
| ----- | ---------------------- | ---------- | ---------- |
| 1     | Lamecha Girma          | Äthiopien  | 8:19,64    |
| 2     | Conseslus Kipruto      | Kenia      | 8:20,12    |
| 3     | Hillary Bor            | USA        | 8:20,18    |
| 4     | Mehdi Belhadj          | Frankreich | 8:20,47    |
| 5     | Ryūji Miura            | Japan      | 8:21,80    |
| 6     | Edward Trippas         | Australien | 8:23,83    |
| 7     | Mohamed Ismail Ibrahim | Dschibuti  | 8:25,85    |
| 8     | Tom Erling Kårbø       | Norwegen   | 8:26,12    |
| 9     | Hicham Bouchicha       | Algerien   | 8:27,39    |
| 10    | Ahmed Jaziri           | Tunesien   | 8:28,28    |
| 11    | Víctor Ruiz            | Spanien    | 8:33,42    |
| 12    | Ryan Smeeton           | Kanada     | 8:33,51    |
| 13    | Salaheddine Ben Yazide | Marokko    | 8:38,46    |
| 14    | Carlos San Martín      | Kolumbien  | 8:48,66    |

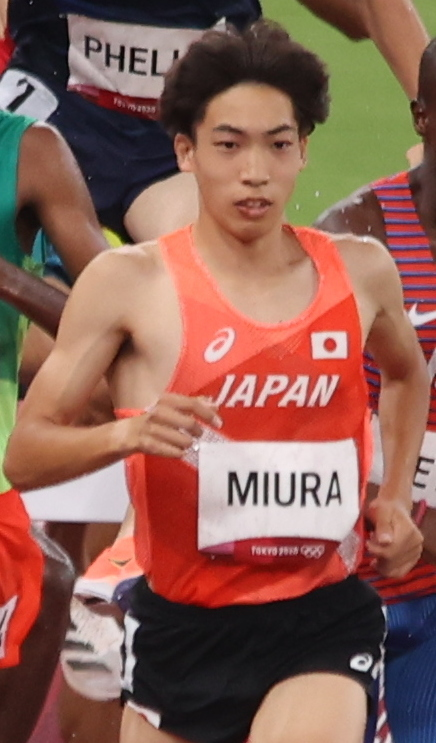
Ryūji Miura – ausgeschieden als Fünfter des zweiten Vorlaufs

Weitere im zweiten Vorlauf ausgeschiedene Hindernisläufer:

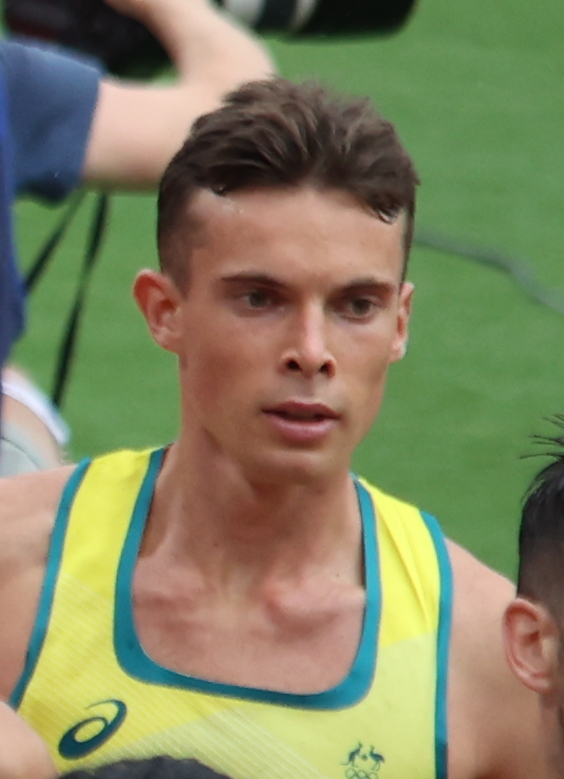
Edward Trippas – Rang sechs
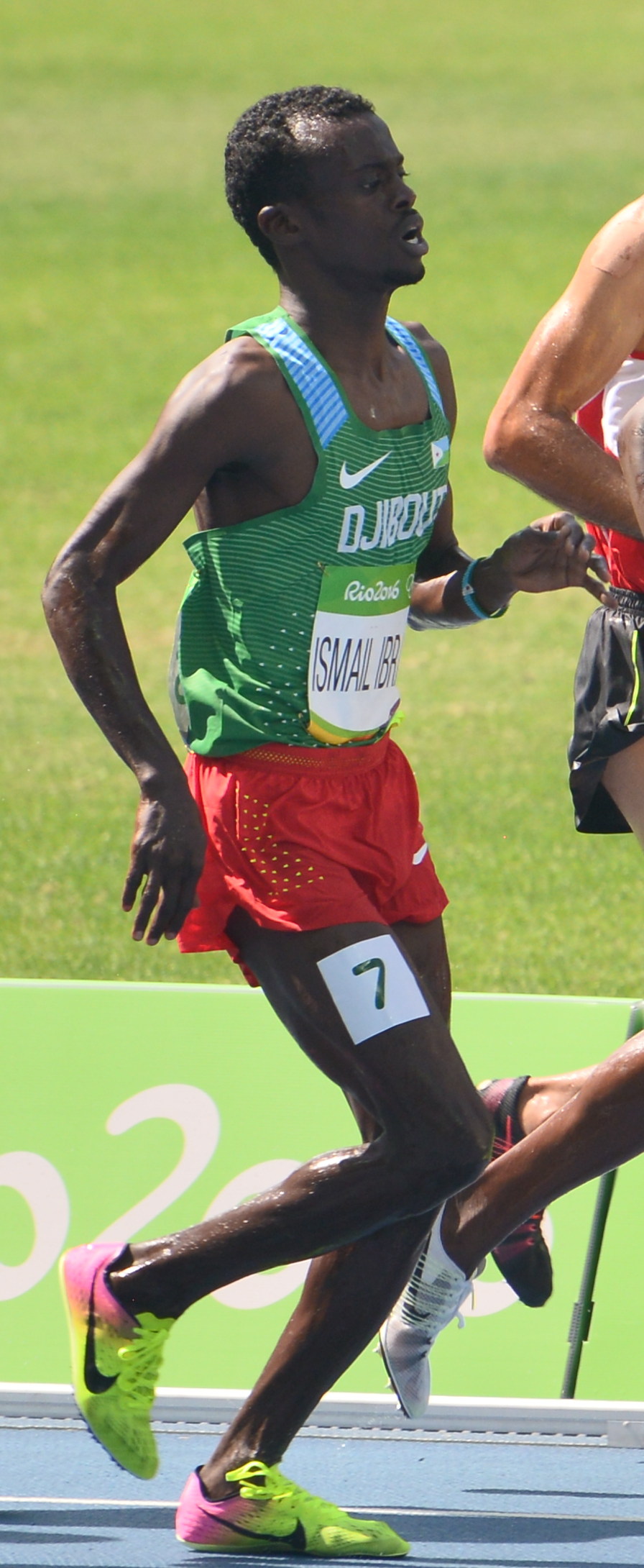
Mohamed Ismail – Rang sieben
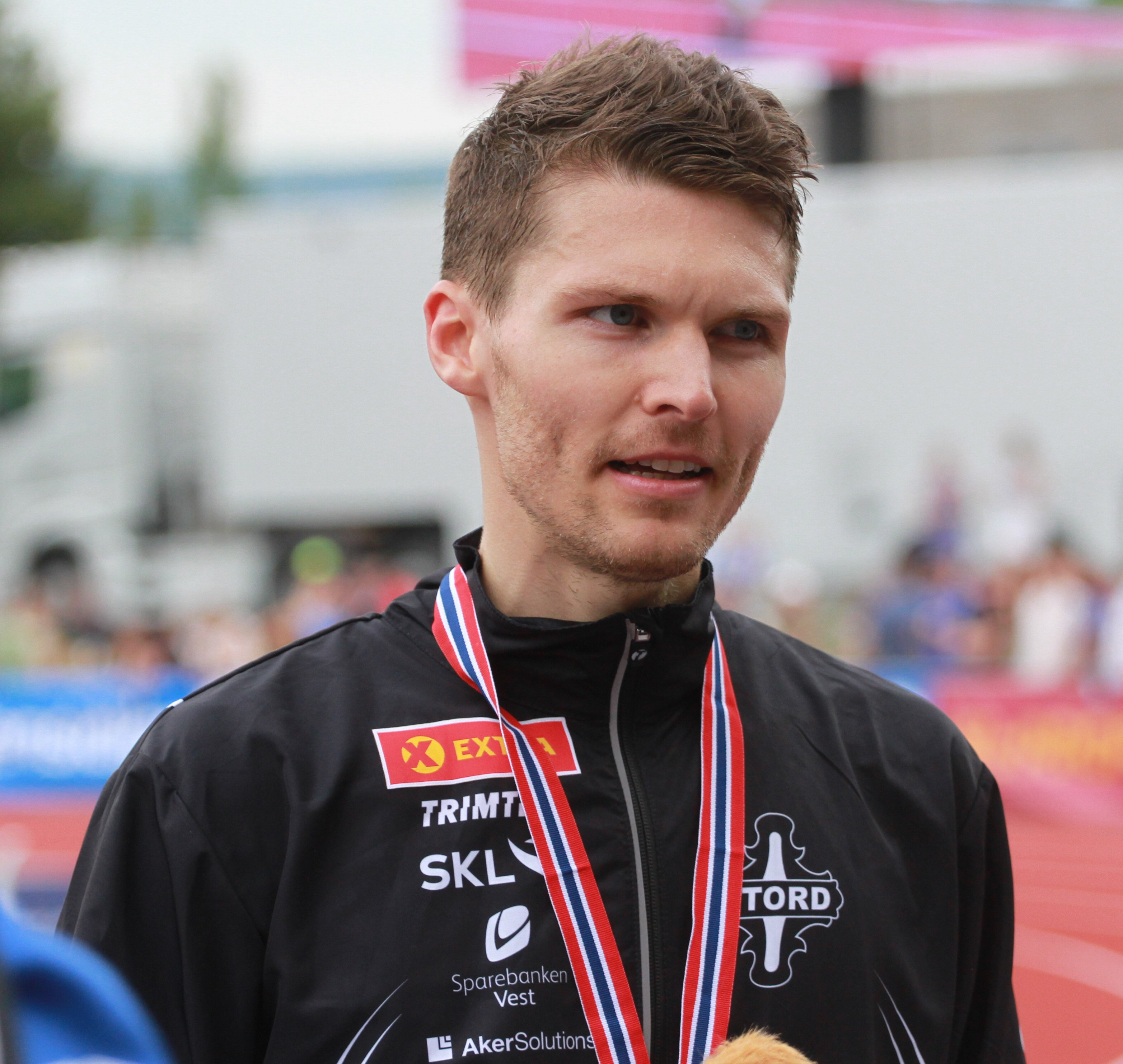
Tom Erling Kårbø – Rang acht

### Vorlauf 3

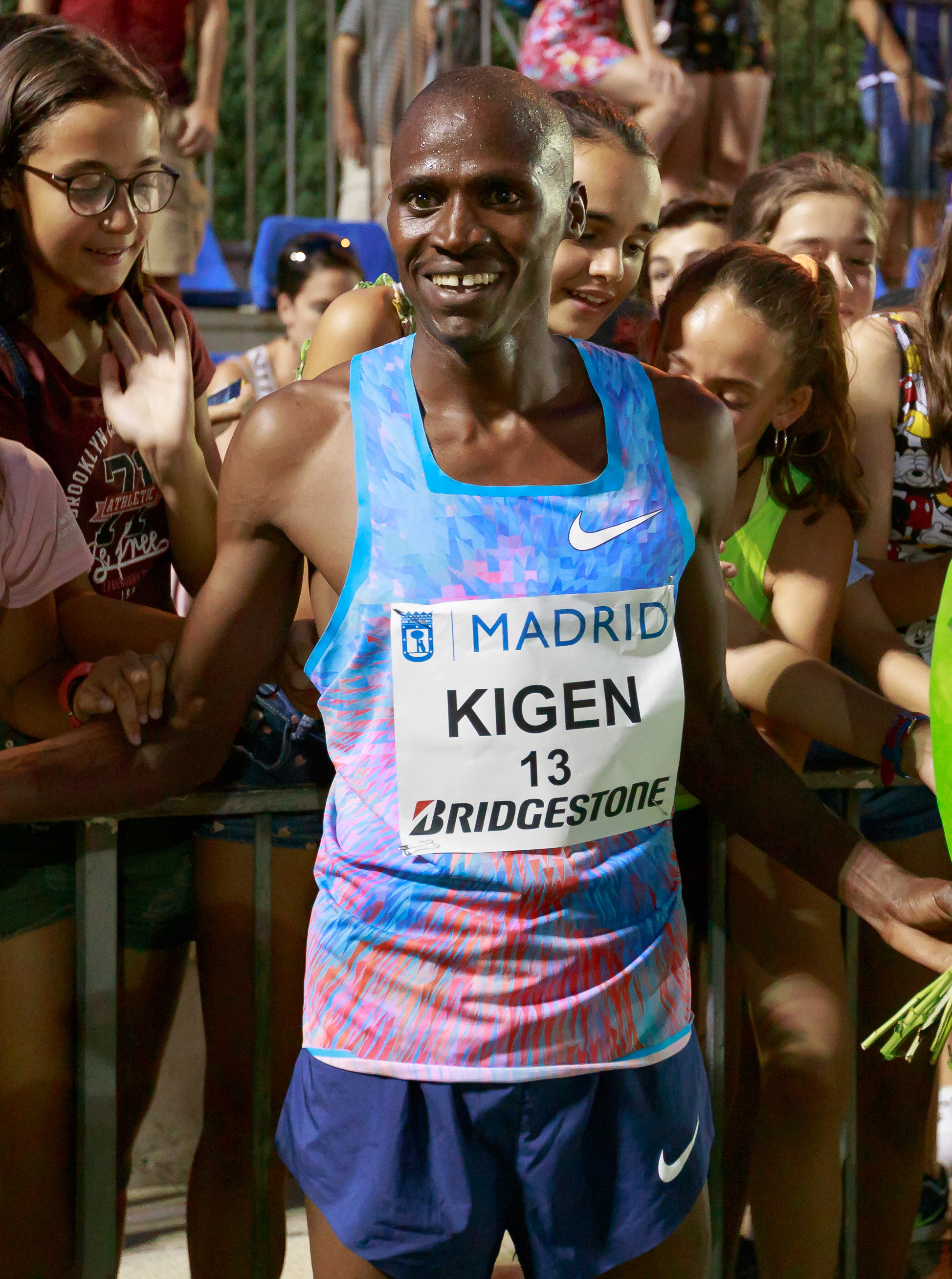
Benjamin Kigen – ausgeschieden als Siebter des dritten Vorlaufs
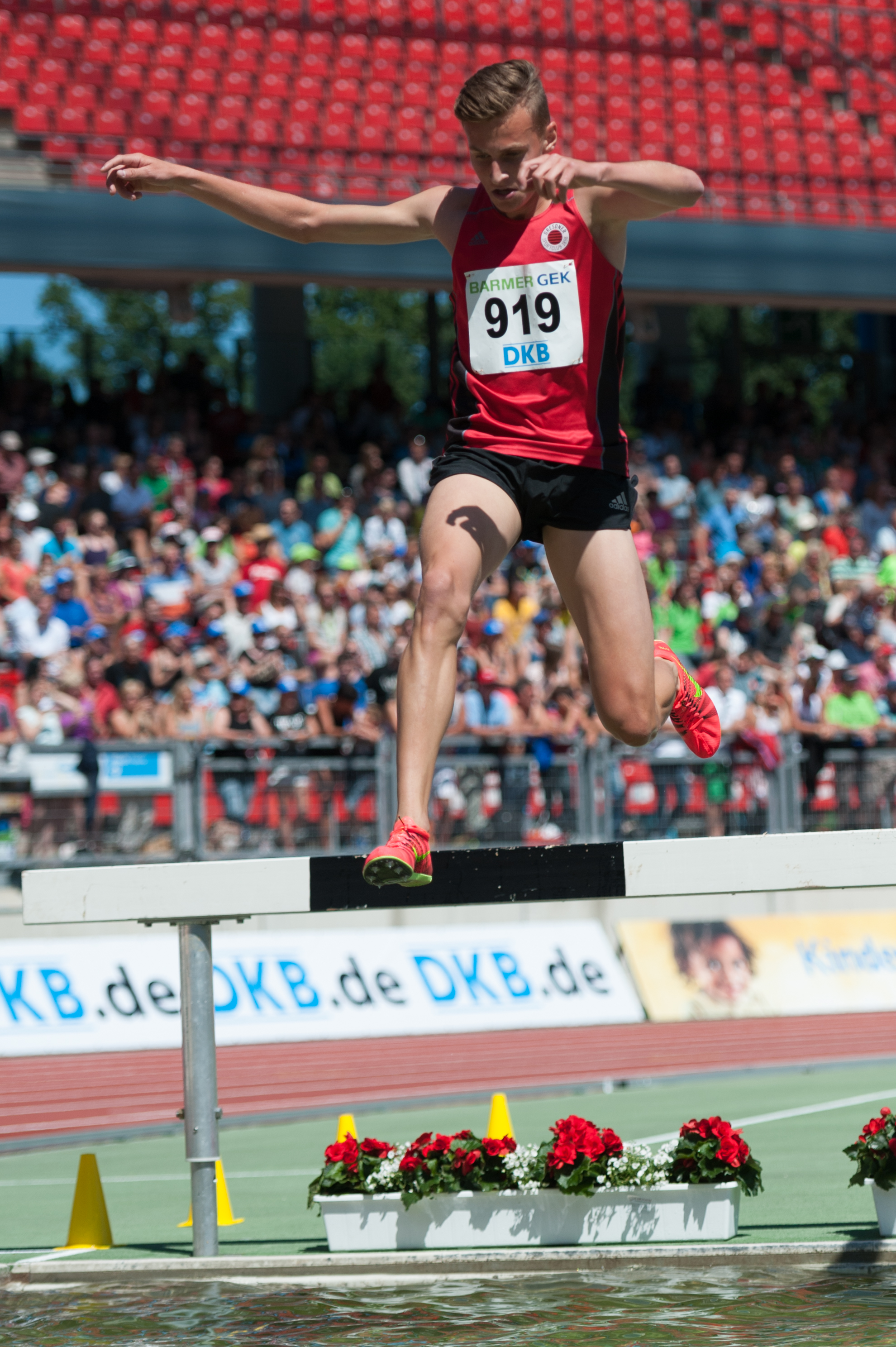
Karl Bebendorf – ausgeschieden als Achter des dritten Vorlaufs

15. Juli 2022, 17:42 Uhr Ortszeit (16. Juli 2022, 2:42 Uhr MESZ)
| Platz | Name                  | Nation      | Zeit (min) |
| ----- | --------------------- | ----------- | ---------- |
| 1     | Hailemariyam Amare    | Äthiopien   | 8:18,34    |
| 2     | Evan Jager            | USA         | 8:18,44    |
| 3     | Avinash Sable         | Indien      | 8:18,75    |
| 4     | Yemane Haileselassie  | Eritrea     | 8:18,75    |
| 5     | Daniel Arce           | Spanien     | 8:21,06    |
| 6     | Mohamed Amin Jhinaoui | Tunesien    | 8:22,00    |
| 7     | Benjamin Kigen        | Kenia       | 8:22,52    |
| 8     | Karl Bebendorf        | Deutschland | 8:25,73    |
| 9     | Jacob Boutera         | Norwegen    | 8:31,47    |
| 10    | Vidar Johansson       | Schweden    | 8:33,51    |
| 11    | Ryōma Aoki            | Japan       | 8:33,89    |
| 12    | Jean-Simon Desgagnés  | Kanada      | 8:40,90    |
| 13    | Topi Raitanen         | Finnland    | 8:43,01    |
| DNF   | Mohamed Tindouft      | Marokko     |            |

Weitere im dritten Vorlauf ausgeschiedene Hindernisläufer:

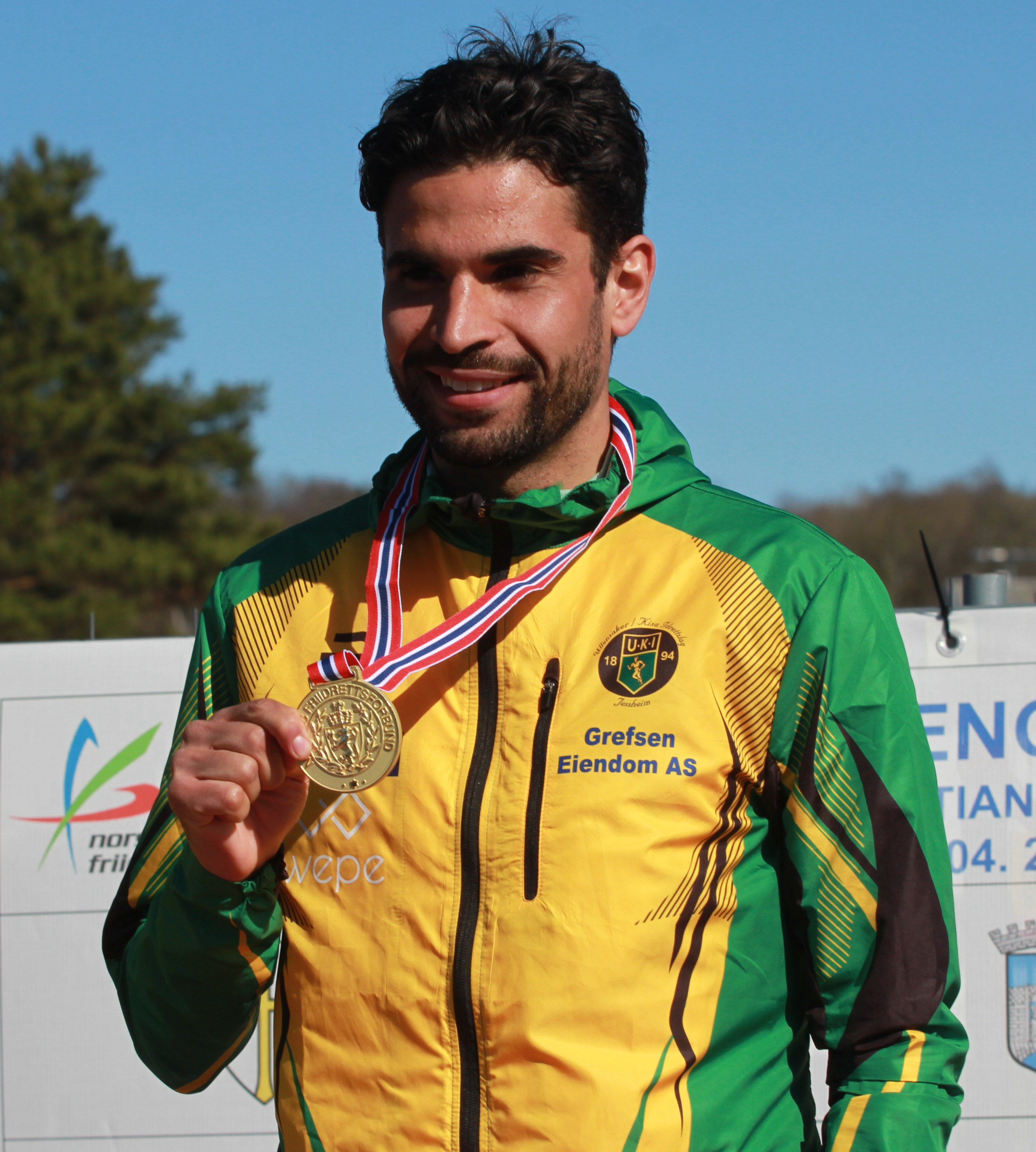
Jacob Boutera – Rang neun
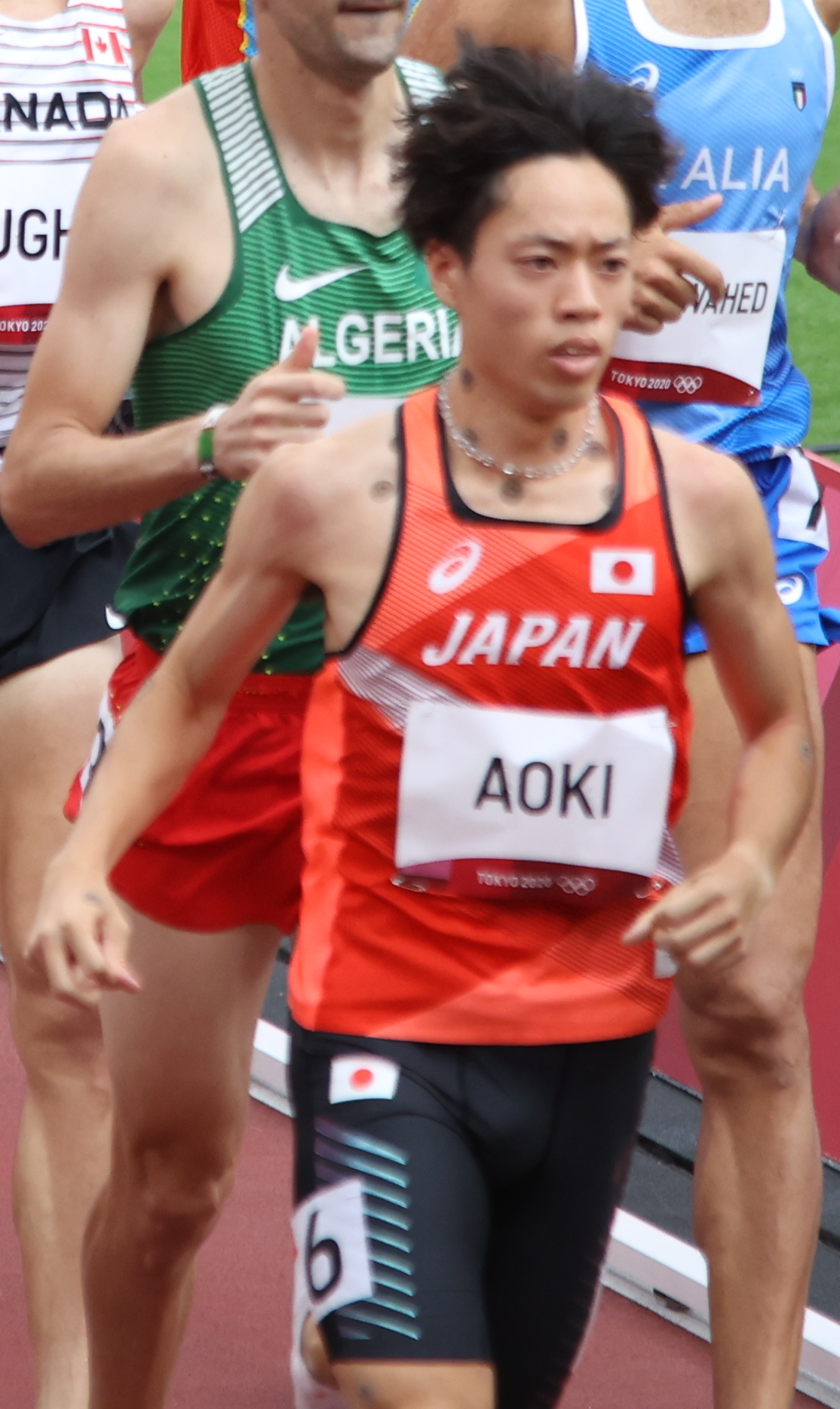
Ryoma Aoki – Rang elf
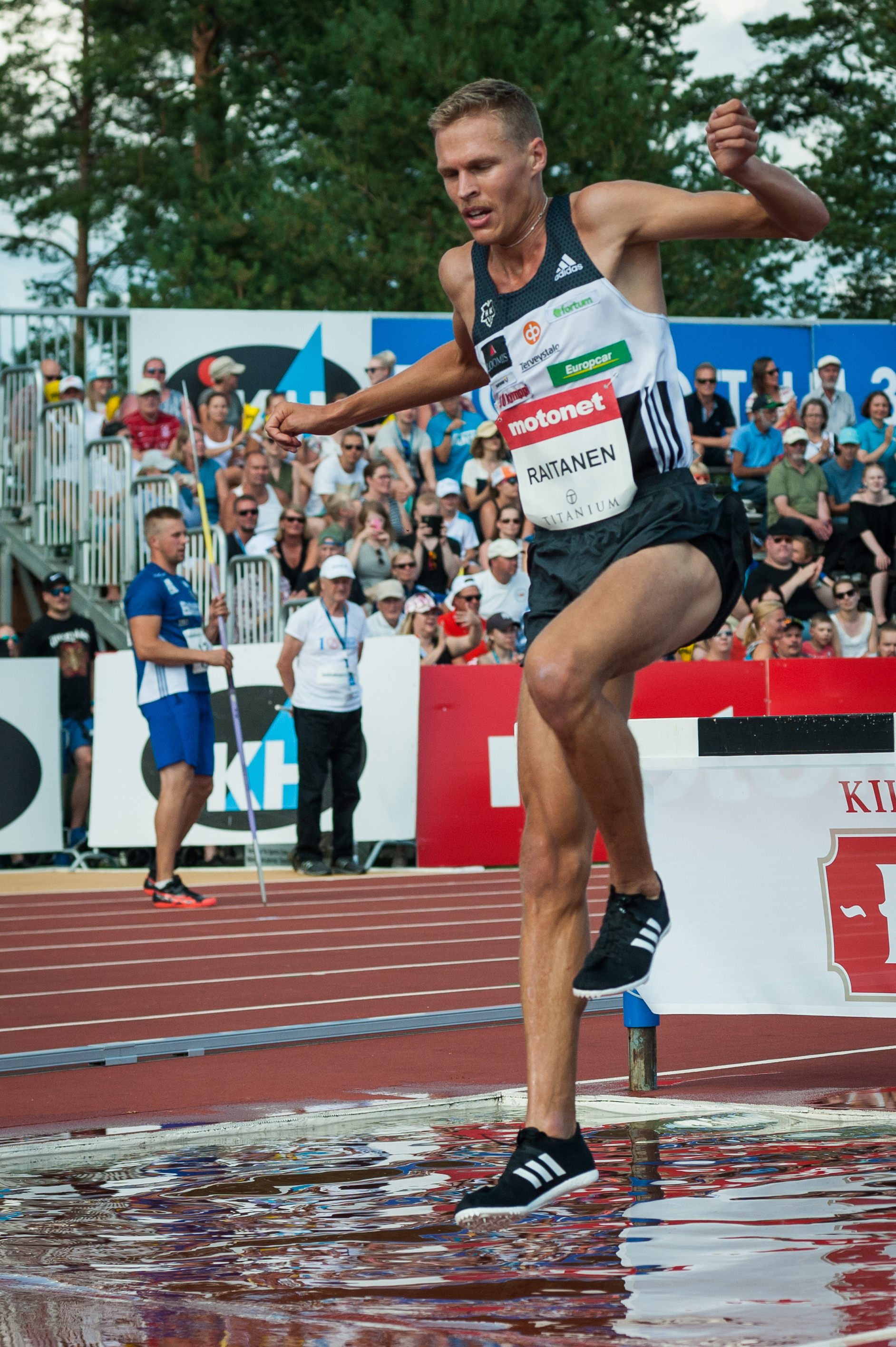
Topi Raitanen – Rang dreizehn
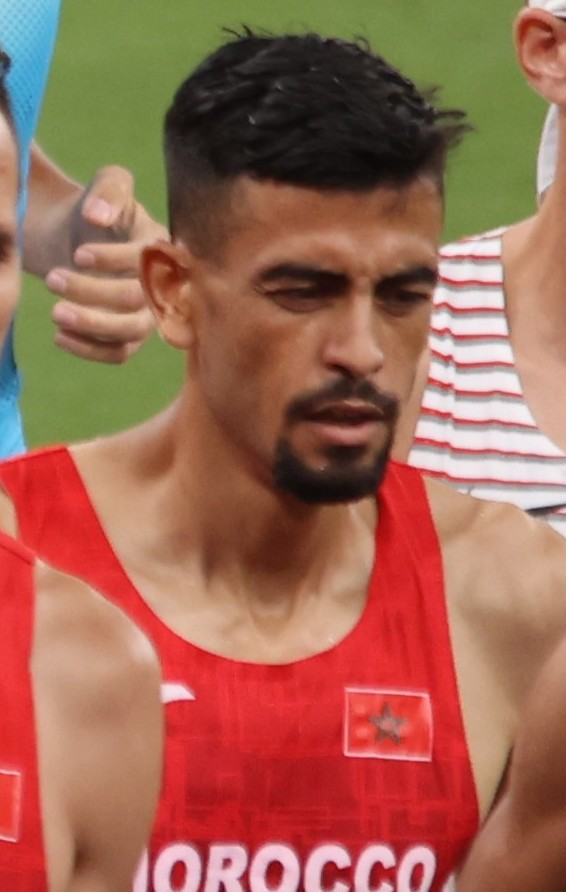
Mohamed Tindouft – nicht im Ziel

## Finale

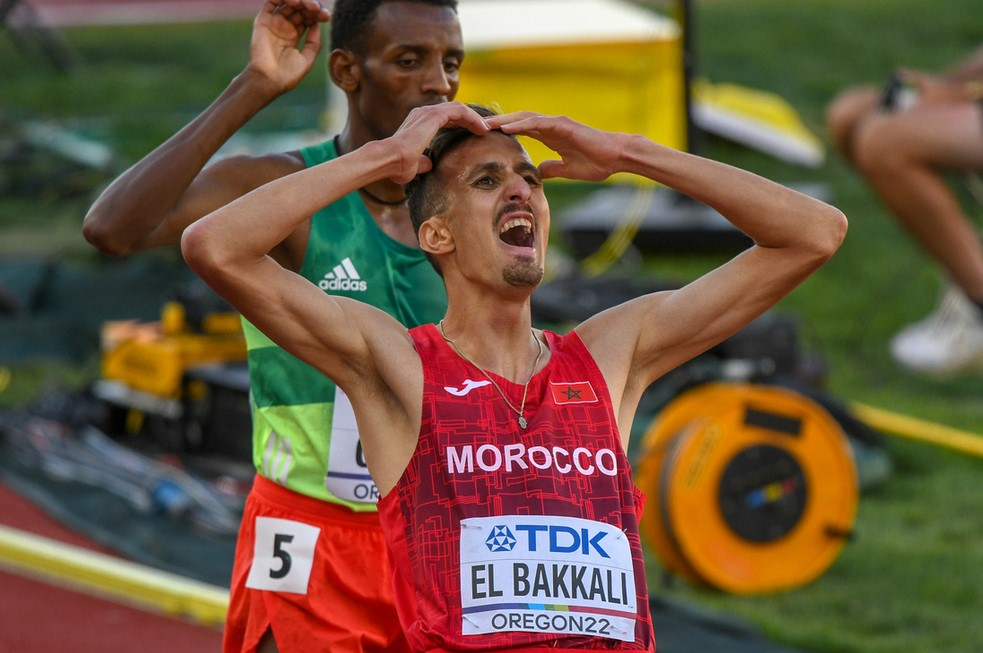
Kurz nach dem Zieleinlauf: Weltmeister Soufiane el-Bakkali, dahinter der zweitplatzierte Lamecha Girma

18. Juli 2022, 19:20 Uhr Ortszeit (19. Juli 2022, 4:20 Uhr MESZ)
| Platz | Name                  | Nation     | Zeit (min) |
| ----- | --------------------- | ---------- | ---------- |
| 1     | Soufiane el-Bakkali   | Marokko    | 8:25,13    |
| 2     | Lamecha Girma         | Äthiopien  | 8:26,01    |
| 3     | Conseslus Kipruto     | Kenia      | 8:27,92    |
| 4     | Getnet Wale           | Äthiopien  | 8:28,68    |
| 5     | Abraham Kibiwot       | Kenia      | 8:28,95    |
| 6     | Evan Jager            | USA        | 8:29,08    |
| 7     | Yemane Haileselassie  | Eritrea    | 8:29,40    |
| 8     | Hillary Bor           | USA        | 8:29,77    |
| 9     | Daniel Arce           | Spanien    | 8:30,05    |
| 10    | Hailemariyam Amare    | Äthiopien  | 8:31,54    |
| 11    | Avinash Sable         | Indien     | 8:31,75    |
| 12    | Ahmed Abdelwahed      | Italien    | 8:33,43    |
| 13    | Mehdi Belhadj         | Frankreich | 8:34,49    |
| 14    | Sebastián Martos      | Spanien    | 8:36,66    |
| 15    | Leonard Kipkemoi Bett | Kenia      | 8:36,74    |

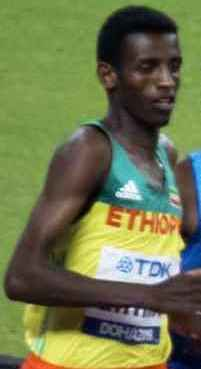
Vizeweltmeister Lamecha Girma
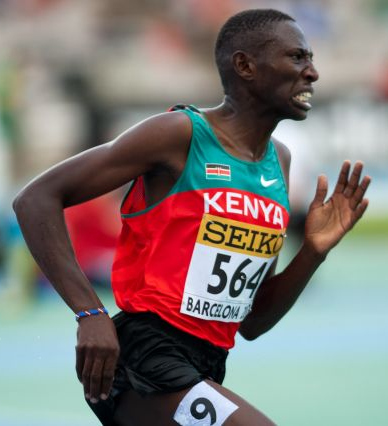
Bronzemedaillengewinner Conseslus Kipruto
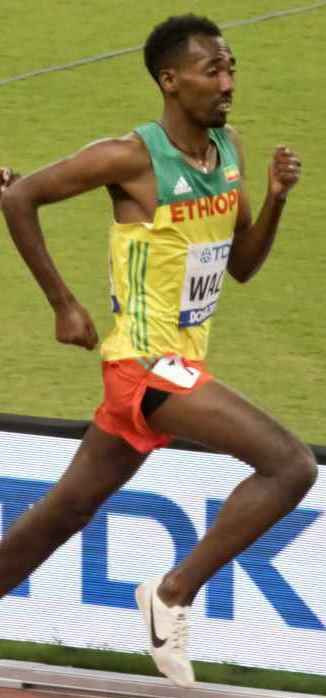
Getnet Wale kam auf den vierten Platz
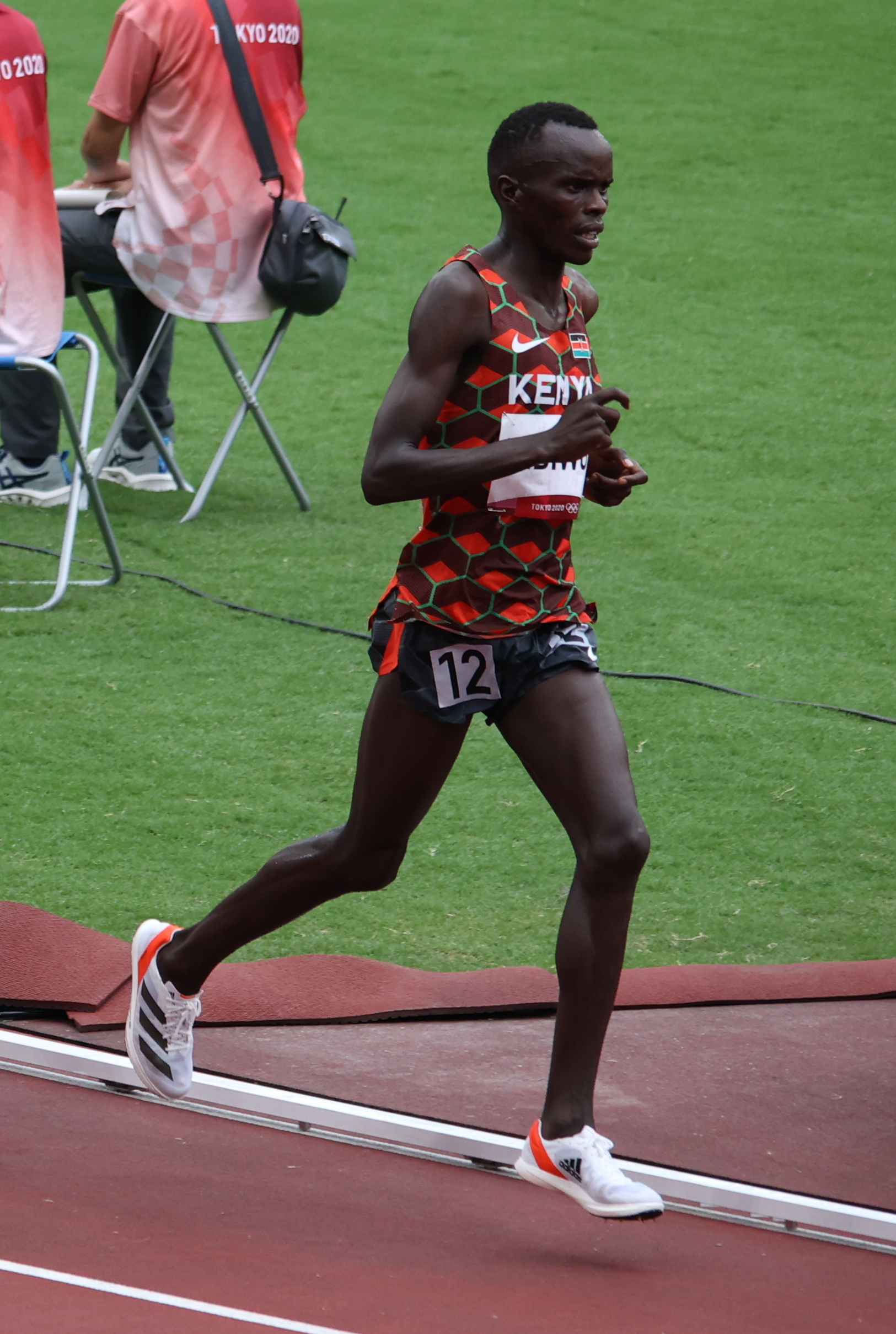
Abraham Kibiwot wurde Fünfter

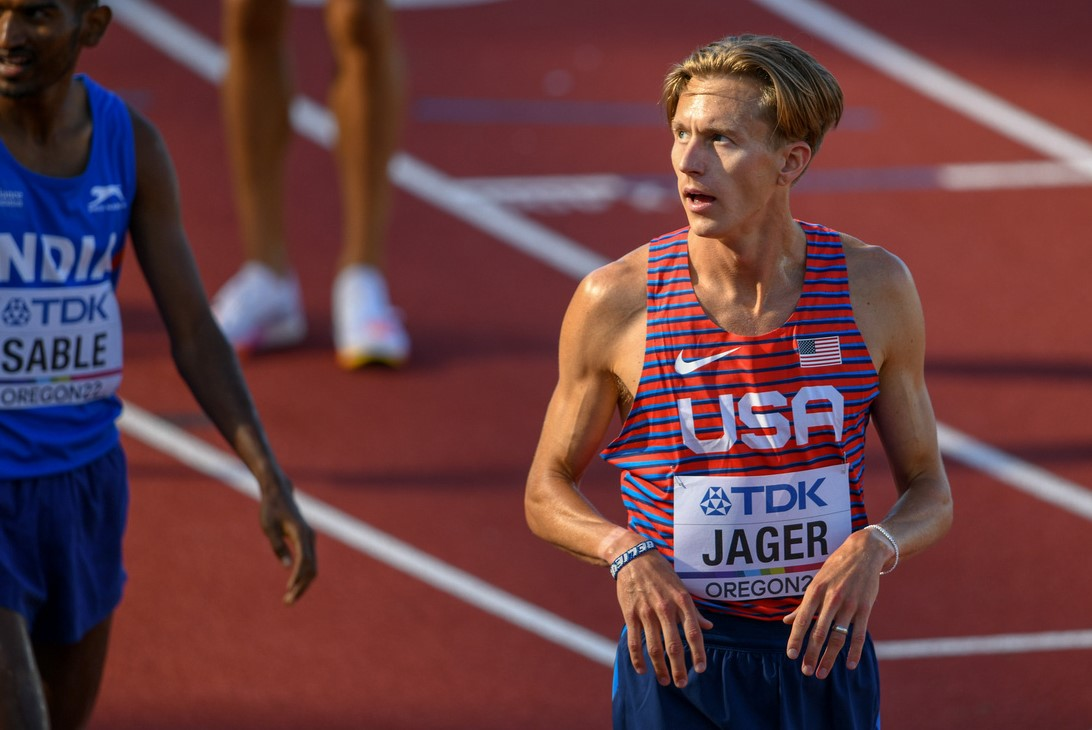
Evan Jager belegte Rang sechs
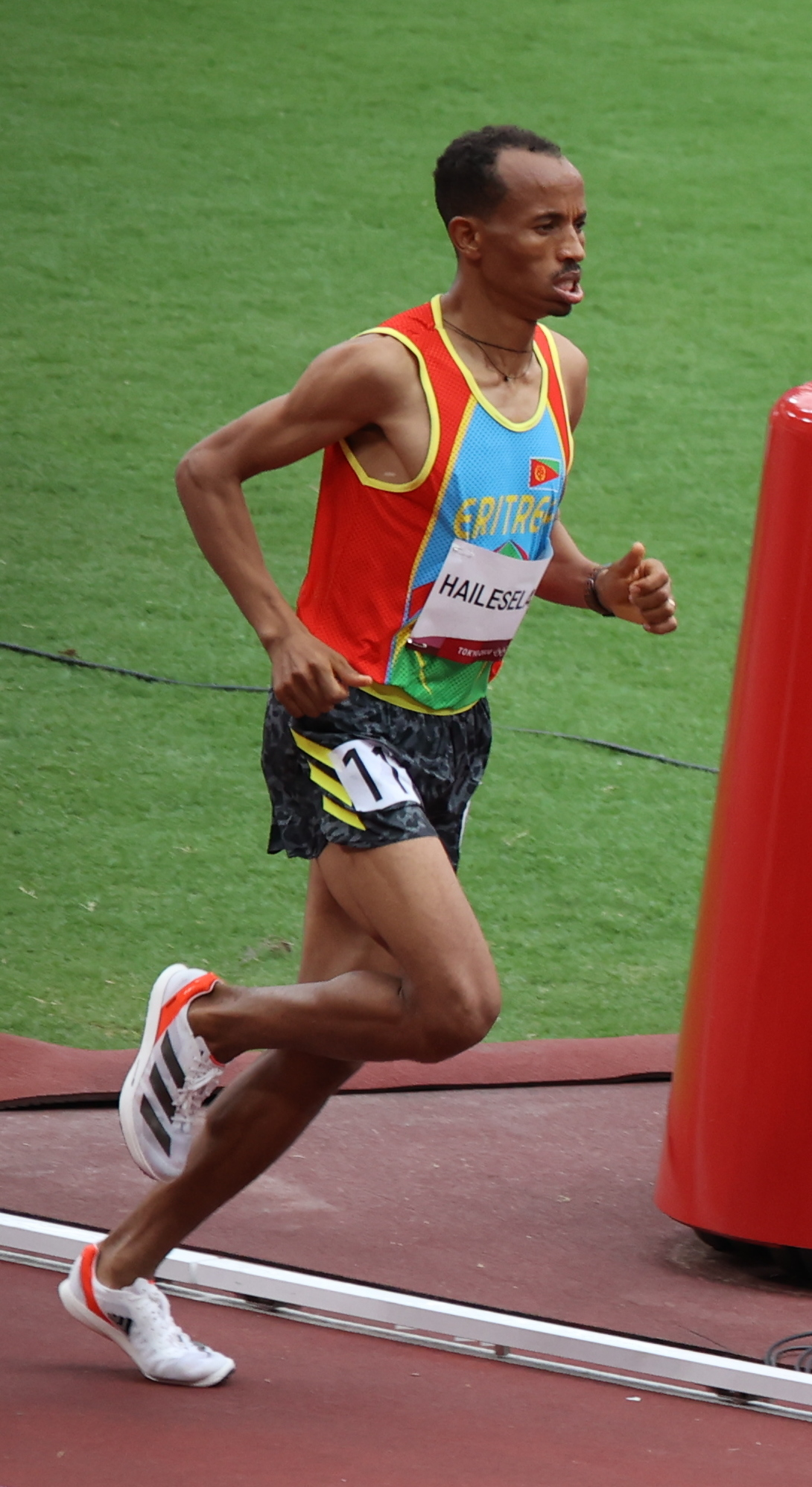
Der siebtplatzierte Yemane Haileselassie
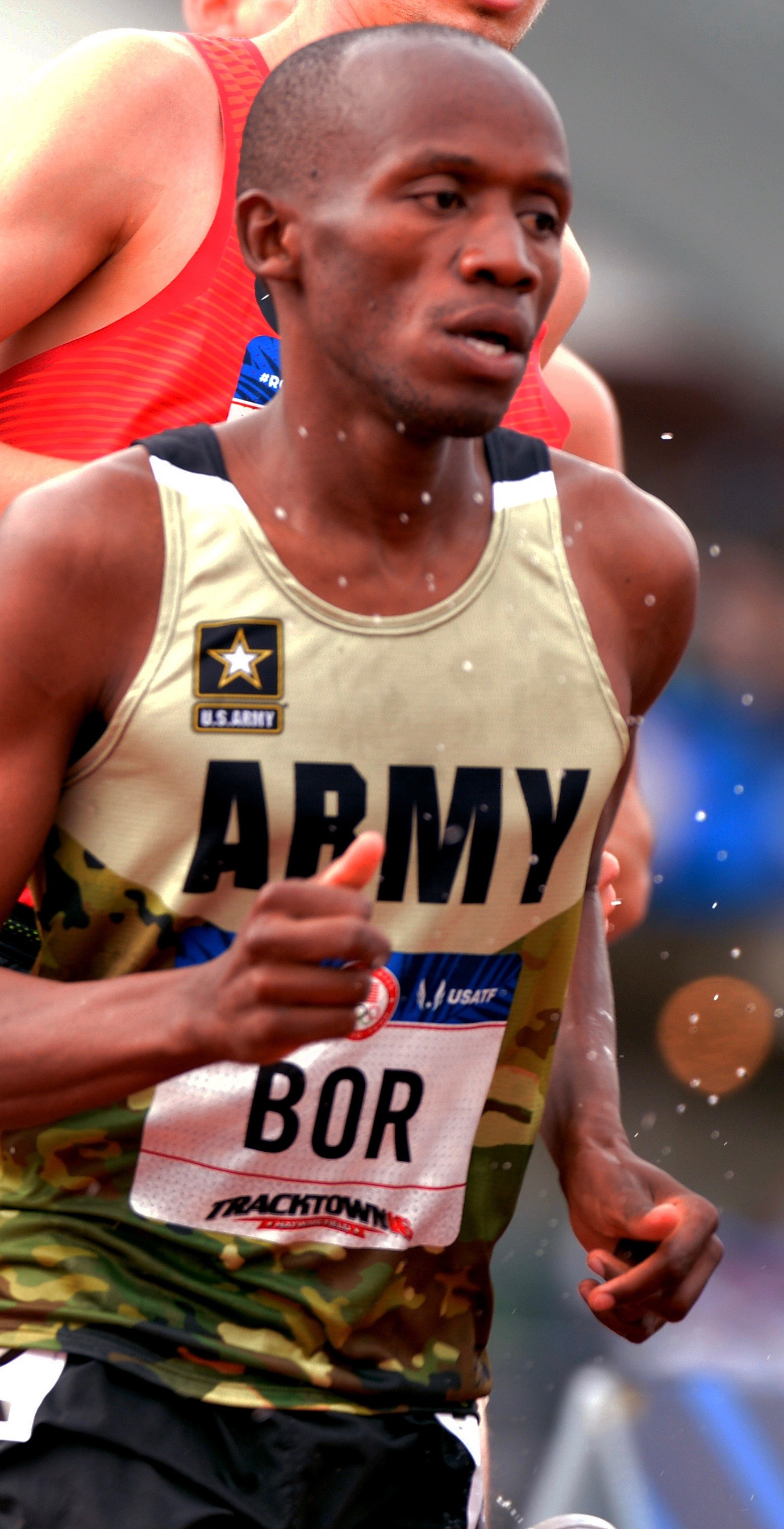
Rang acht für Hillary Bor

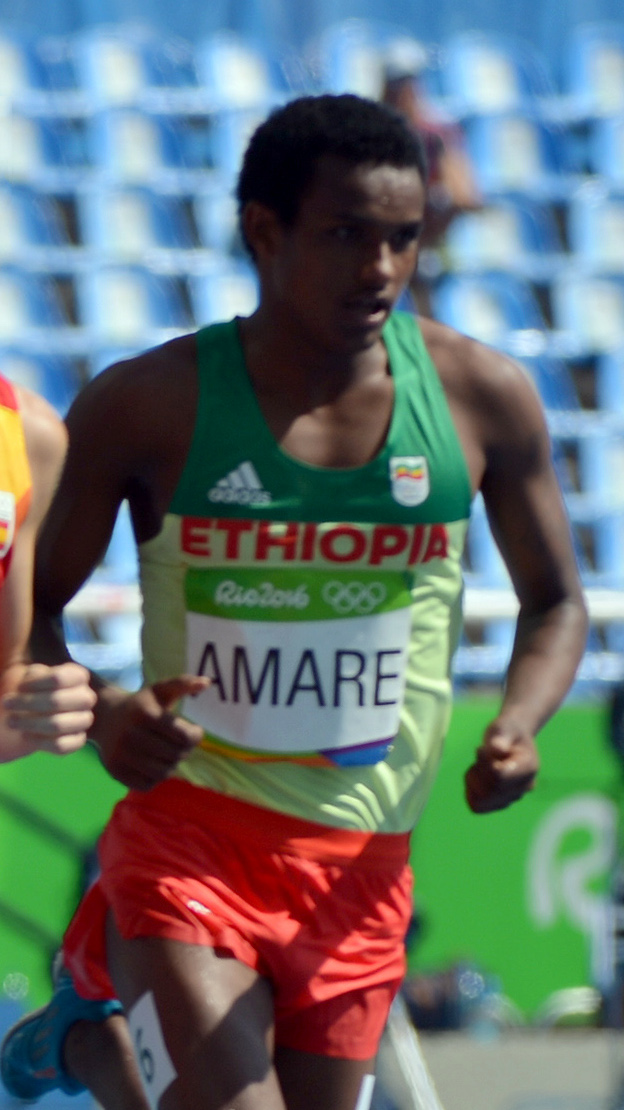
Hailemariyam Amare erreichte Platz zehn
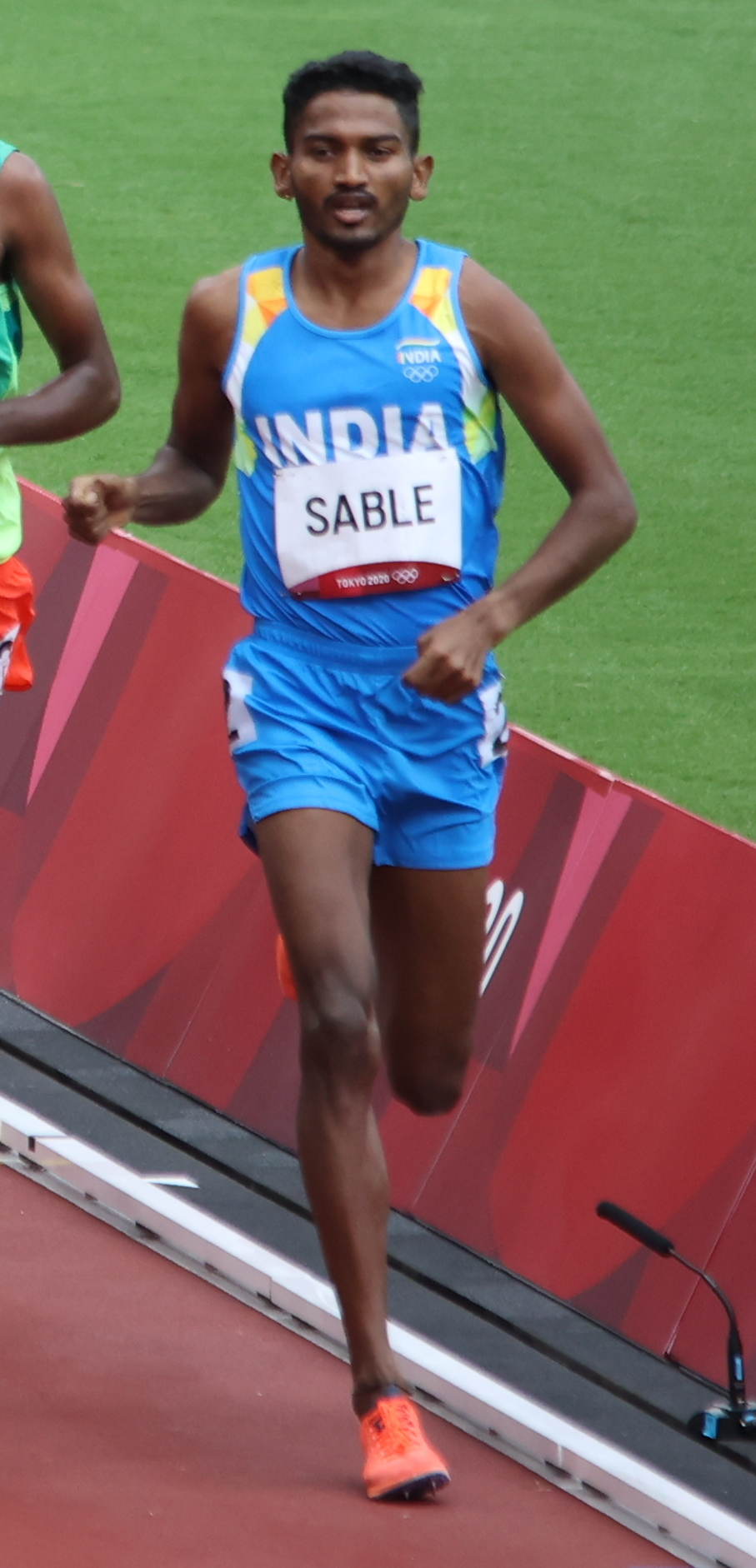
Avinash Sable – Rang elf
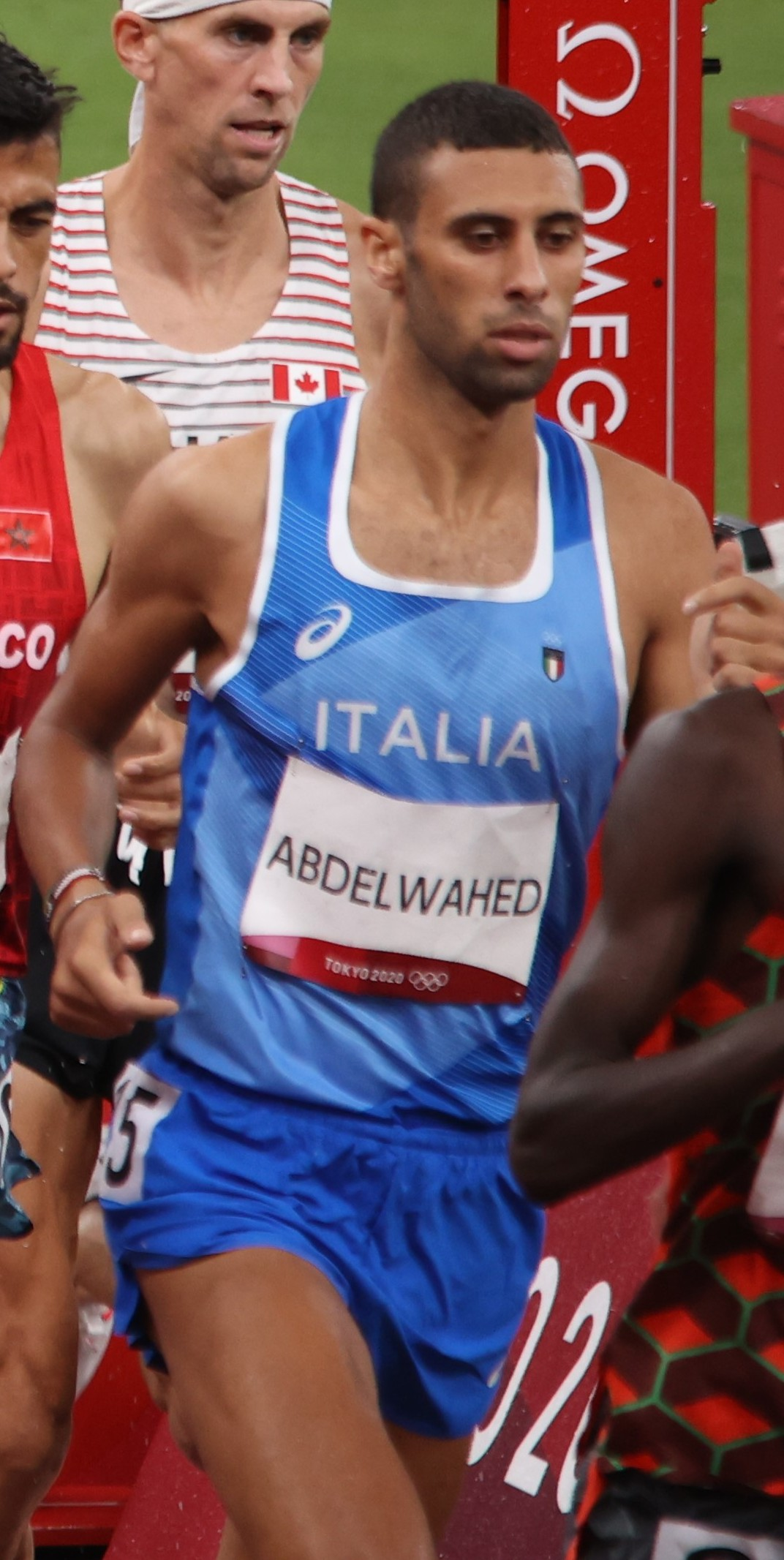
Ahmed Abdelwahed – Rang zwölf
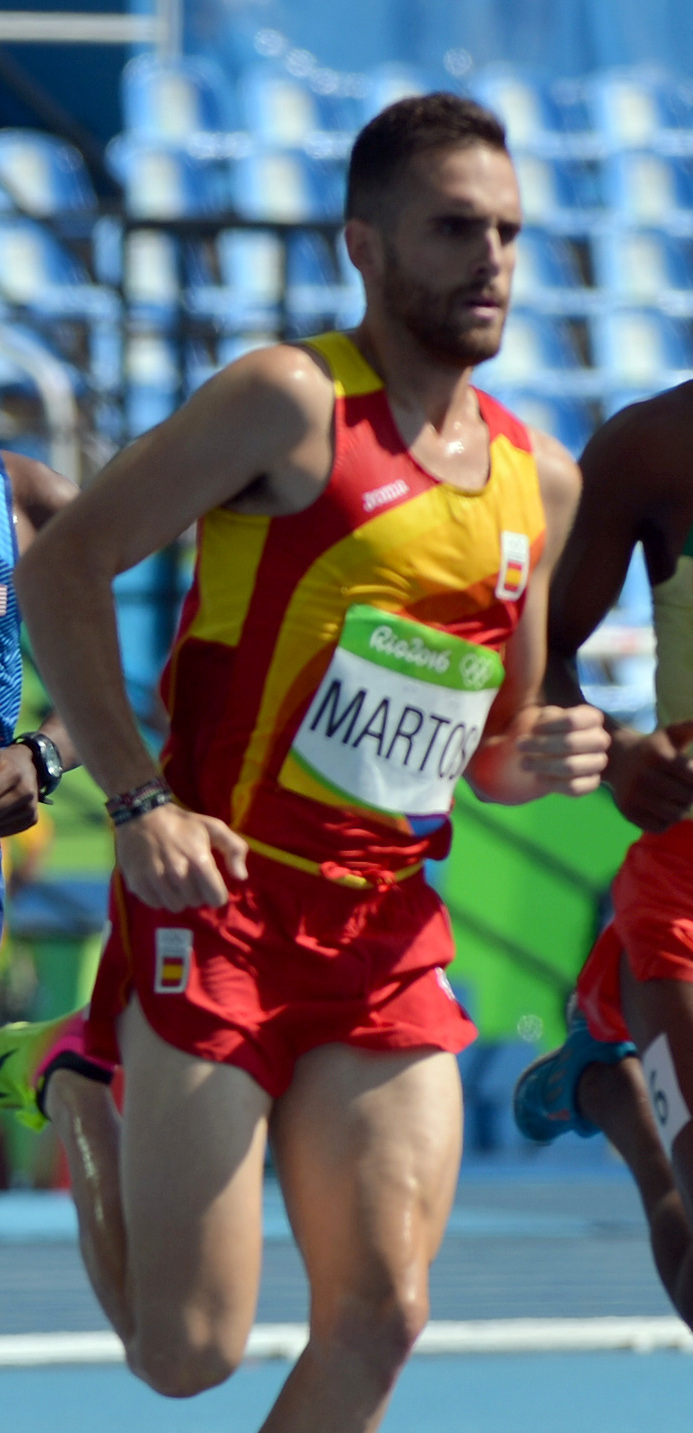
Sebastián Martos – Rang vierzehn

## Videolinks
- 2022 World Athletics Championship - Men's 3000m Steeplechase, youtube.com, abgerufen am 8. August 2022
- Insane final lap in 3000m steeplechase final, youtube.com, abgerufen am 8. August 2022